# Маринкина башня
Мари́нкина ба́шня — одна из семи сохранившихся до наших дней башен Коломенского кремля. Построена в 1525—1531. Размещалась между Грановитой (сохранилась) и Борисоглебской башнями кремля.

## Происхождение названий
Башня имеет несколько названий:

Маринкина башня в начале XX века

- Маринкина башня. Принято считать, что название Маринкина башня получила от своей знаменитой узницы Марины Мнишек, которая, по легенде, в 1614 году находилась в заключении в этой башне и здесь же скончалась, либо, по легенде, обернулась сорокой и улетела через окно-бойницу.
- Коломенская башня. Название объясняется положением башни у реки Коломенки.
- Круглая башня. Название происходит оттого, что издалека высокая двадцатигранная башня казалась круглой.
- Наугольная башня. Название объясняется угловым положением башни в северо-западном углу кремля.

## Архитектура

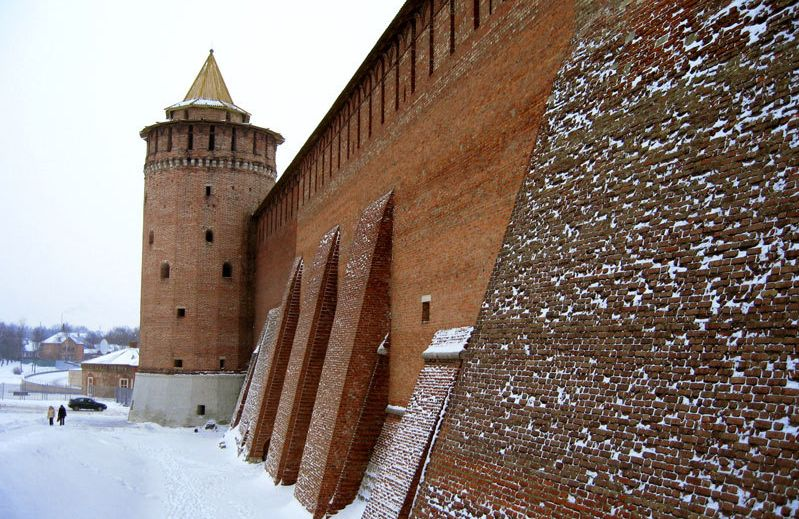
Маринкина башня зимой

Башня имеет восемь ярусов, первые шесть — с бойницами, седьмой ярус — машикули, восьмой — ярус с двурогими зубцами. На каждом ярусе по 4 — 5 бойниц. Три первых этажа имеют бойницы с лучковыми перекрытиями, а в трёх последующих (с 4 по 6) они перекрыты сводами. Вертикальные проекции бойниц также различаются, что, вероятно, связано с назначением вести стрельбу на различные дальности. Нижние ярусы бойниц предназначены для фланкирования рва и ближних подступов к нему, верхние — для удалённых целей. Сектора обстрела бойниц разных этажей не совпадают, что традиционно для XVI века. Цокольный этаж отделён от верхних декоративным валиком.